# Alex Florea
Alexandru Ionuț "Alex" Florea, född 15 september 1991 i Constanța, är en rumänsk sångare. Han representerade tillsammans med Ilinca Băcilă Rumänien i den andra semifinalen av Eurovision Song Contest 2017 med låten "Yodel It!".